# Farmsum
Farmsum (Gronings: Faarmsom) is een dorp in de gemeente  Eemsdelta in de Nederlandse provincie Groningen, dat direct grenst aan de plaats Delfzijl. Het dorp telt 1.665 inwoners (2023).
Tot het kerspel Farmsum behoorden vanouds de buurtschappen Tuikwerd, Amsweer en Geefsweer. Aan het Damsterdiep ligt de buitenplaats Vliethoven, vroeger ook de gehuchten Tichelwerk en De Vennen, de herenboerderij Blykstee (afgebrand in 1961)  en de herberg Valom. In het achterland waren de gehuchten Ideweer en Schaapbulten te vinden (beide kerkelijk onder Meedhuizen), verder de boerderij Gommelburg, de verlaten wierden van Riggelweer of Rondebosch, de gehuchten Maarswal en Tuikwerdermeeden, en het huis Moordhut. De hoge akkers achter de zeedijk, nu deel van het industrieterrein Oosterhorn, werden het Oosterveld genoemd; het gebied rond de Riggelweerlaan heette Farmsumerhamrik. De lager gelegen weide- en hooilanden in het achterland stonden bekend als de Tuikwerder-, Amsweerster-, Farmsumer Ooster-, en Geefsweerstermeeden. Bij Schaapbulten lag verder een groot complex hooiland, de zogenaamde Poleceisterlanden, een meente die eigendom was van het dorp Farmsum en de omliggende buurtschappen. 
Farmsum was sinds het einde van de middeleeuwen een handelsplaats, een stadje in wording met een zelfbewuste burgerij. Het was tevens het bestuurlijke centrum voor de omgeving, de hoofdplaats van een heerlijkheid en zetel van een rechtstoel waartoe ook de kerspelen Weiwerd, Heveskes, Oterdum en Meedhuizen behoorden. Het dorp had tot 1799 een eigen zeesluis, waardoor het water van het Farmsumerzijlvest naar zee werd geleid. Tot het einde van de 16e eeuw was de kerk van Farmsum tevens de zetel een proosdij (decanaat), van waaruit het kerkelijke gezag over oostelijk Fivelingo en het Oldambt werd uitgeoefend. 

## Geschiedenis
Farmsum dorp lag op twee wierden, die mogelijk al in de Romeinse tijd bewoond waren. Op de zuidoostelijke wierde, die rond 1900 is afgegraven, bevond zich het borgterrein van het Huis te Farmsum. Op de noordwestelijke wierde is het dorp ontstaan. Omstreeks het jaar 1000 werd voor het eerst gesproken van het dorp Farmsum: Fretmarashem. Deze naam laat zich verklaren als 'woonplaats van Fretmar ("Vredemaar")'. In het jaar 1228 was er sprake van Fermeshem. Aan het einde van de 14de eeuw werd de naam als Fyrmesen geschreven en nog later als Fermissum en Farremsem. 
De rechtspraak, het toezicht op de waterstaat en het kerkelijke benoemingsrecht in Farmsum, Meedhuizen en de Oosterhoek waren sinds de 15e eeuw in handen van de hoofdelingenfamilie Ripperda, de bewoners van het Huis te Farmsum. Zij bestuurden tot de Reductie in 1594 de proosdij Farmsum en beschouwden zich als eigenaren van het proosdijbezit, waartoe ook het Proostmeer bij Wagenborgen behoorde. Leden van de families Van Welvelde en Rengers hebben na hen de borg bewoond en traden tevens op als dorpsheren. De vervallen borg werd na de dood van Duco Gerrold Rengers in 1812 gesloopt. Diens kleinzoon Johan Rengers Hora Siccama (1801-1891), burgemeester van Hoogezand, later woonachtig op de havezate Oosterbroek te Eelde, was de laatste dorpsheer. 
Begin 14e eeuw werd een laat-romanogotische kerk gebouwd.
In de Franse tijd is Farmsum korte tijd, in 1809, een zelfstandige gemeente geweest. De regering had het plan om van Farmsum en Delfzijl een tweelingvesting te maken. Dit zou betekenen dat ook Farmsum een fortresse zou worden, maar van dit plan kwam niets terecht. Tijdens het beleg van Delfzijl (1813-1814) had Farmsum zwaar te lijden onder de beschietingen en uitvallen van het Franse garnizoen in de stad, met name omdat het schootsveld rond de vesting vrijgemaakt moest worden.
De Gothische kerk uit de 14e eeuw was halverwege de negentiende eeuw zo bouwvallig geworden, dat in 1855 de toren moest worden afgebroken. In 1869 werd de hele kerk gesloopt, waarna de huidige hervormde kerk van Farmsum werd gebouwd, een waterstaatskerk ontworpen door Cornelis Wind.
Farmsum was vroeger door lange kleilanen met de hooilanden in het achterland verbonden. Dit waren van west naar oost de Tuikwerderlaan, Amsweersterweg, Venlaan of Venjerlaan, Gommelburglaan, Riggelweer- of Rondeboschlaan, Leege Halkelaan, Maarlaan, Breedelaan (nu: Koveltempweg), Opvaartlaan en Stinkvaart(laan). De Gommelburglaan of Meedhuizerweg vormde de hoofdweg naar buurdorp Meedhuizen. De Breedelaan leidde via Schaapbulten naar Wagenborgen; de Stinkvaartlaan (nu omgeving Geefsweersterweg) liep daaraan parallel. Daartussen liepen de kanalen Farmsumer-, Roestenburger- en Geefsweerstermaar. Deze lanen waren eigendom van de afzonderlijke dorpen. 
Langs de Breedelaan werd omstreeks 1655 de eerste Joodse begraafplaats in de provincie Groningen in gebruik genomen. 
Door de aanleg van het Eemskanaal (1877) ontstond er een extra barrière tussen Farmsum en Delfzijl. Het bedrijventerrein langs het Damsterdiep, met steenfabrieken, zaag - en oliemolens en scheepswerven, kwam op een schiereiland te liggen. Bij Amsweer en Farmsum kwamen bruggen over het kanaal. Later werd nog een spoorbrug voor de Noordoosterlocaalspoorweg, later voor het Woldjerspoor aangelegd. 
Met de verbreding en verlenging van het Eemskanaal in 1967 werd Farmsum grotendeels afgesneden van zijn achterland.  De directe verbindingen naar Amsweer, Geefsweer en Meedhuizen te vervallen. In plaats daarvan kwam de Vennenweg op de zuidelijke oever van het kanaal, die aansloot op de Geereweg (N362) naar Scheemda. Zuidelijker werd de Holeweg aangelegd, die later werd uitgebouwd tot een dwarsverbinding tussen N33 en Geereweg. Tussen het Oude Eemskanaal en het Afwateringskanaal werd vervolgens het bedrijventerrein Farmsumerpoort ontwikkeld. Het Oude Eemskanaal bleef echter een belangrijke scheidslijn vormen, waardoor Farmsum lange tijd de status van een afzonderlijk dorp behield.
De belangrijkste oost-west verbinding was vanouds de middeleeuwse Stadsweg van Groningen naar Oost-Friesland. Die liep aan de zuidkant van het Damsterdiep (Farmsumerweg), via Farmsum naar Weiwerd en Oterdum. Hij kwam door stads- en havenuitbreidingen in de jaren '70 te vervallen en werd vervangen door moderne autowegen.
Het gebied werd vroeger doorsneden door watergangen als Oude Leesk (met de Flikkezijl), Roestenburgermaar, Farmsumermaar (sinds 1870 Afwateringskanaal van Duurswold), Geefsweerstermaar en Stinkvaart of Opvaart naar Wagenborgen. Het Weiwerdermaar voerde het water uit het achterland van Weiwerd naar de zeesluis bij Farmsum.

### Twintigste eeuw
Farmsum heeft een eigen spoorwegstopplaats gehad. Deze stopplaats Farmsum diende van 1910 tot 1934 voor de treinen van de spoorlijn Zuidbroek - Delfzijl en van 1929 tot 1941 voor die van het Woldjerspoor. Dat is in 1942 opgebroken, maar het koffiehuis bestaat nog.
Ook had Farmsum een halte aan de tramlijn Winschoten - Delfzijl.
Tijdens de Tweede Wereldoorlog zouden vanuit de kerktoren de laatste Duitse schoten in Nederland zijn gelost. Farmsum werd op 2 mei 1945 bevrijd.
In augustus 2018 was een tankopslag bij Farmsum het doelwit van een blokkade door de klimaatactiegroep Code Rood.

## Monumenten
- De hervormde kerk van Farmsum
- De in 1977 verplaatste korenmolen Aeolus.

## Molukse bevolking
In Farmsum woont een kleine Molukse gemeenschap die na de aankomst in 1951 door de Nederlandse regering een eigen woonwijk kreeg toegewezen.

## Bedrijvigheid
Farmsum telt meer dan 320 bedrijven. Zuidelijk van de bebouwing van Farmsum ligt aan het Eemskanaal de Farmsumerhaven. Deze vervult een functie als ligplaats voor schepen en biedt ruimte voor overslagactiviteiten.

## Allerlei
- De plaatselijke voetbalvereniging is VV Farmsum.

## Literatuur

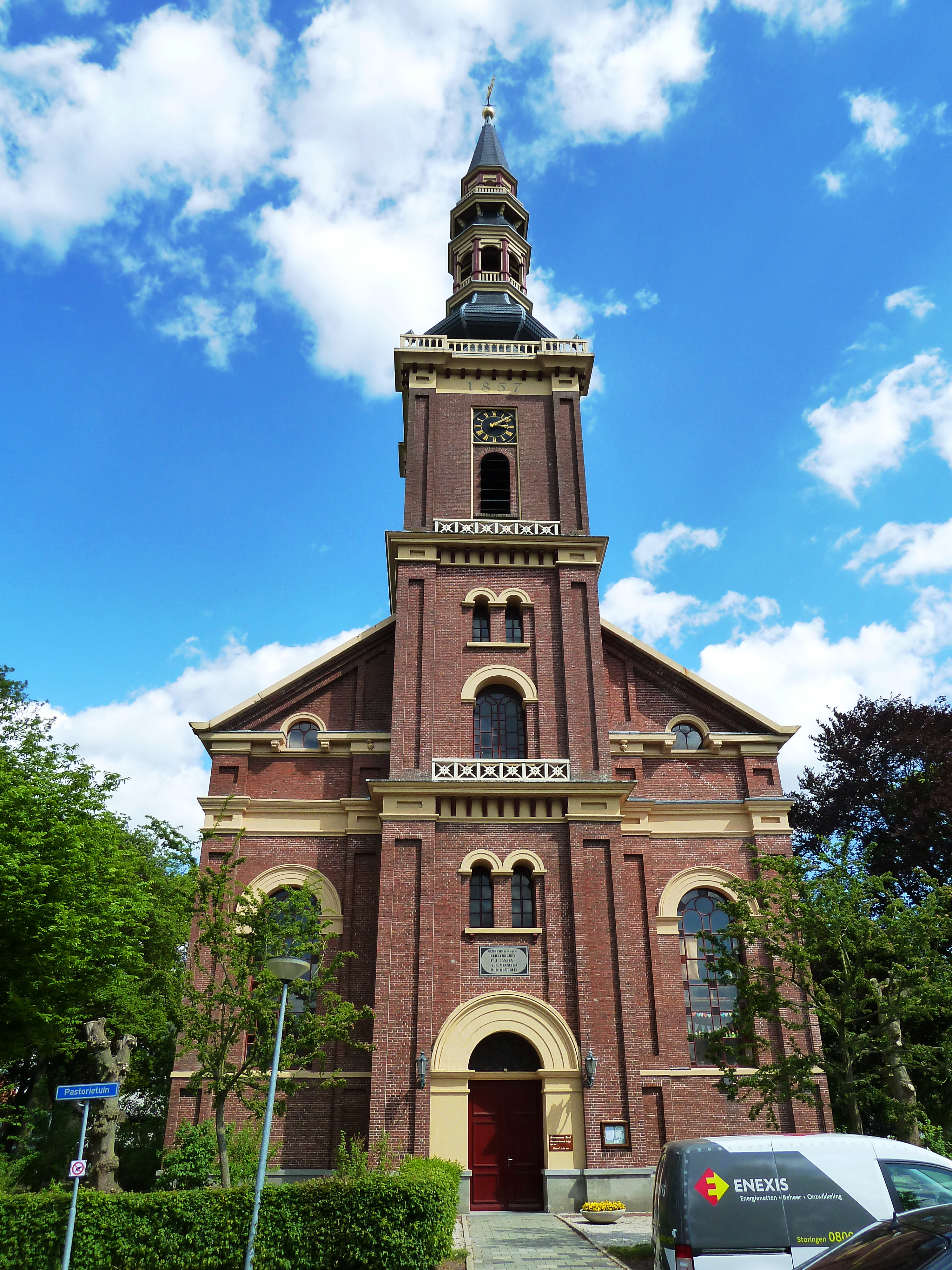
Hervormde kerk
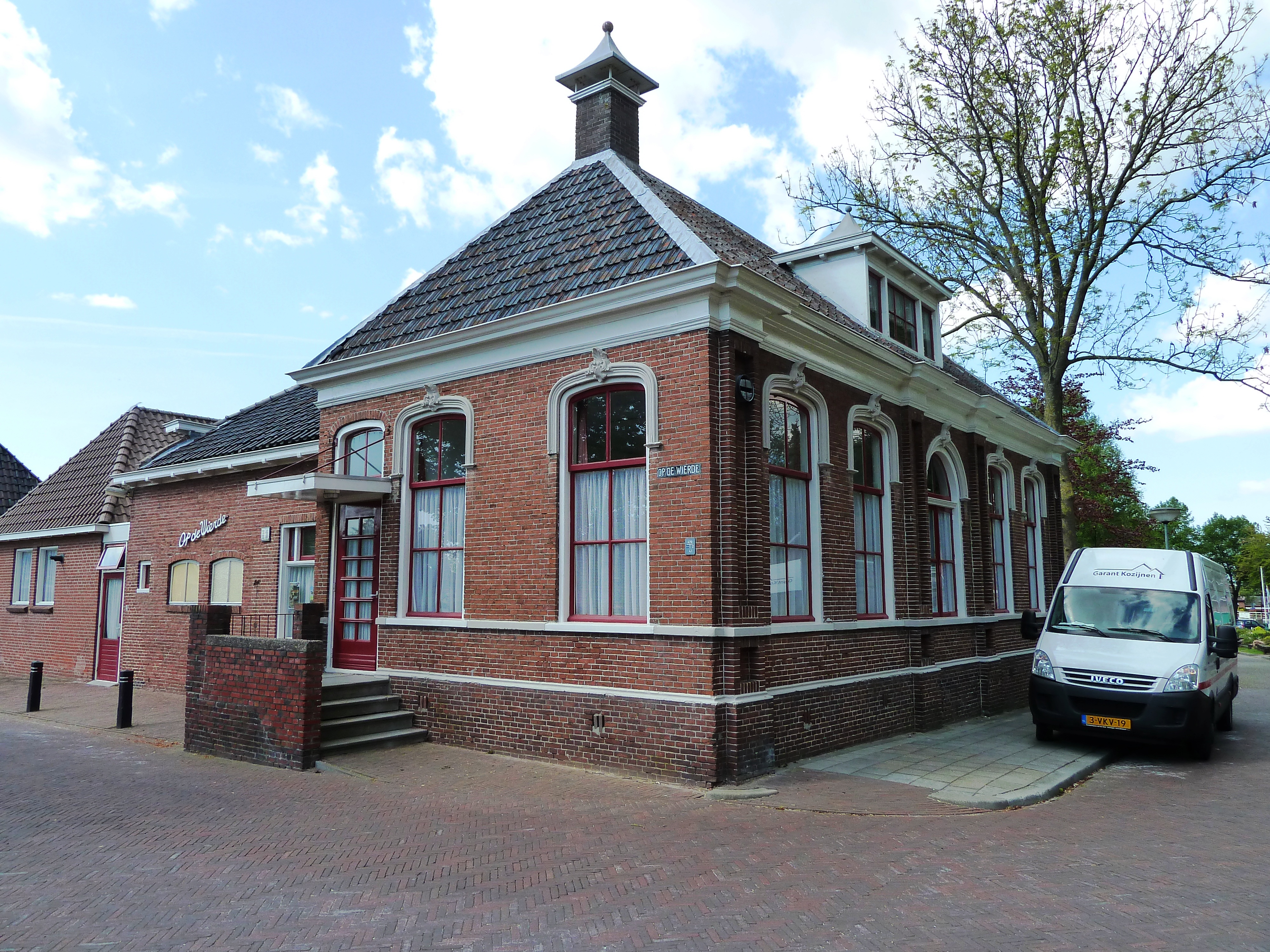
Verenigingsgebouw van de hervormde kerk
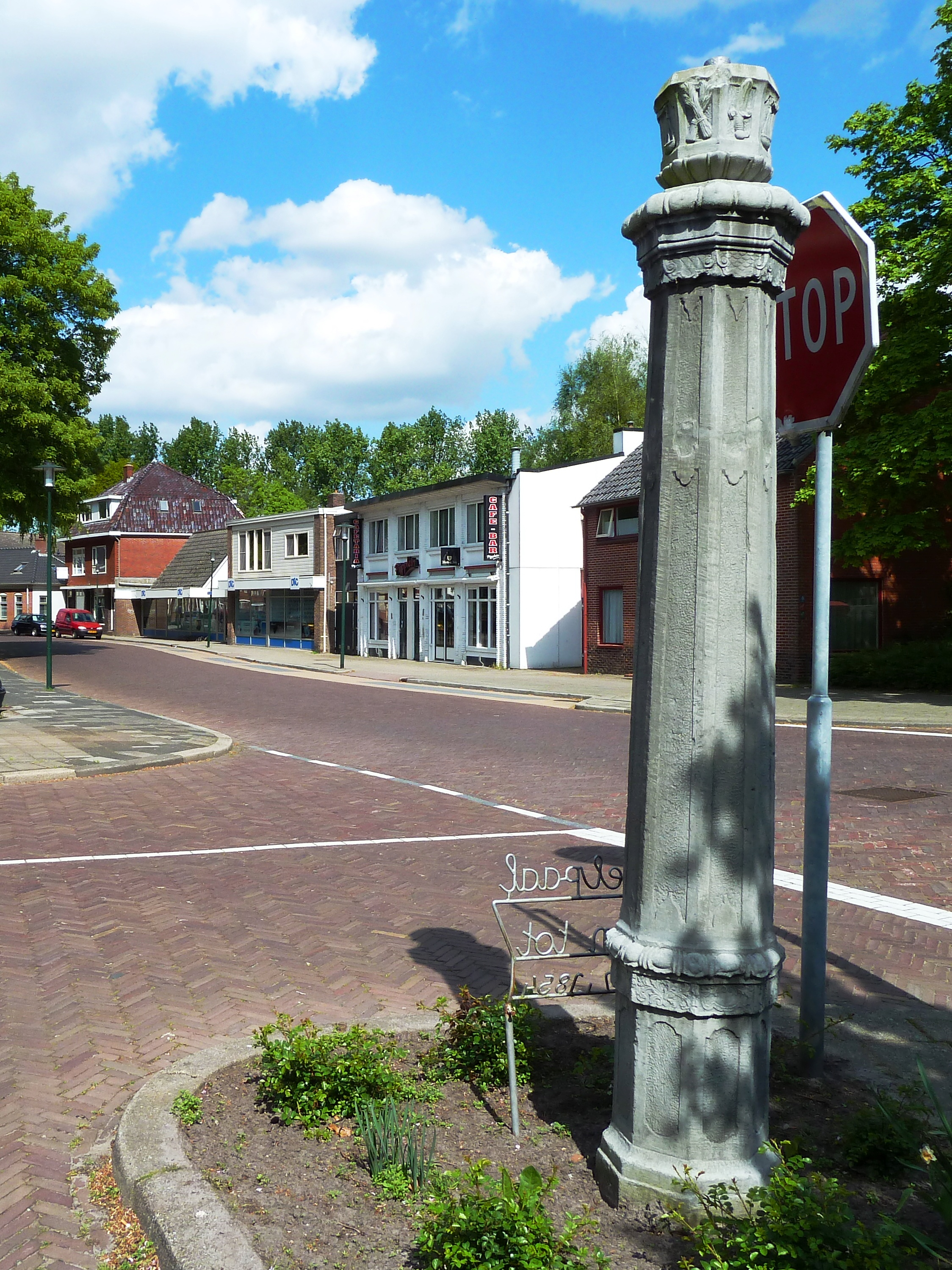
Geselpaal aan het Pijpplein. Gebruikt tussen 1737 en 1854.
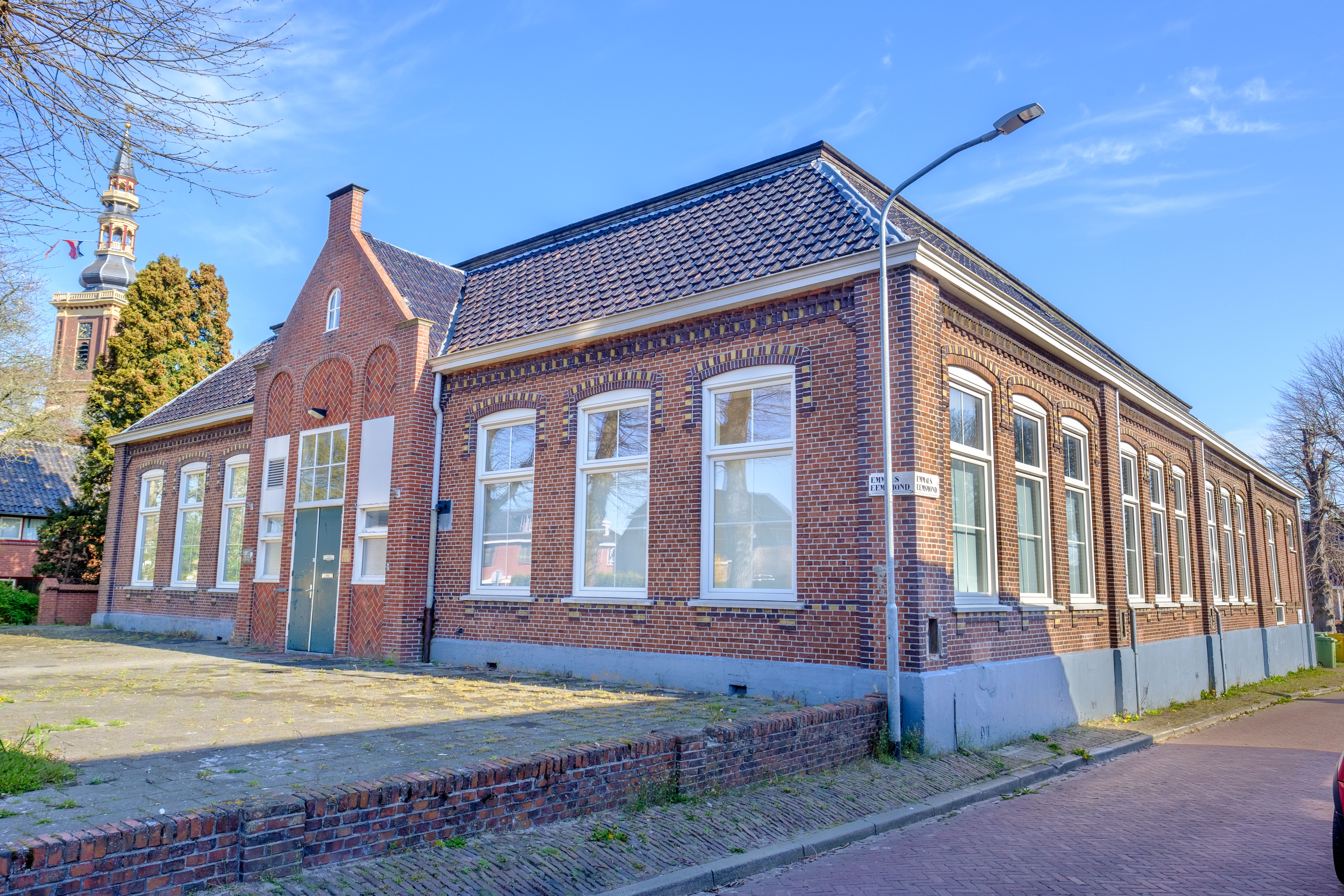
Voormalige openbare lagere school aan de Molenstraat uit ca. 1895
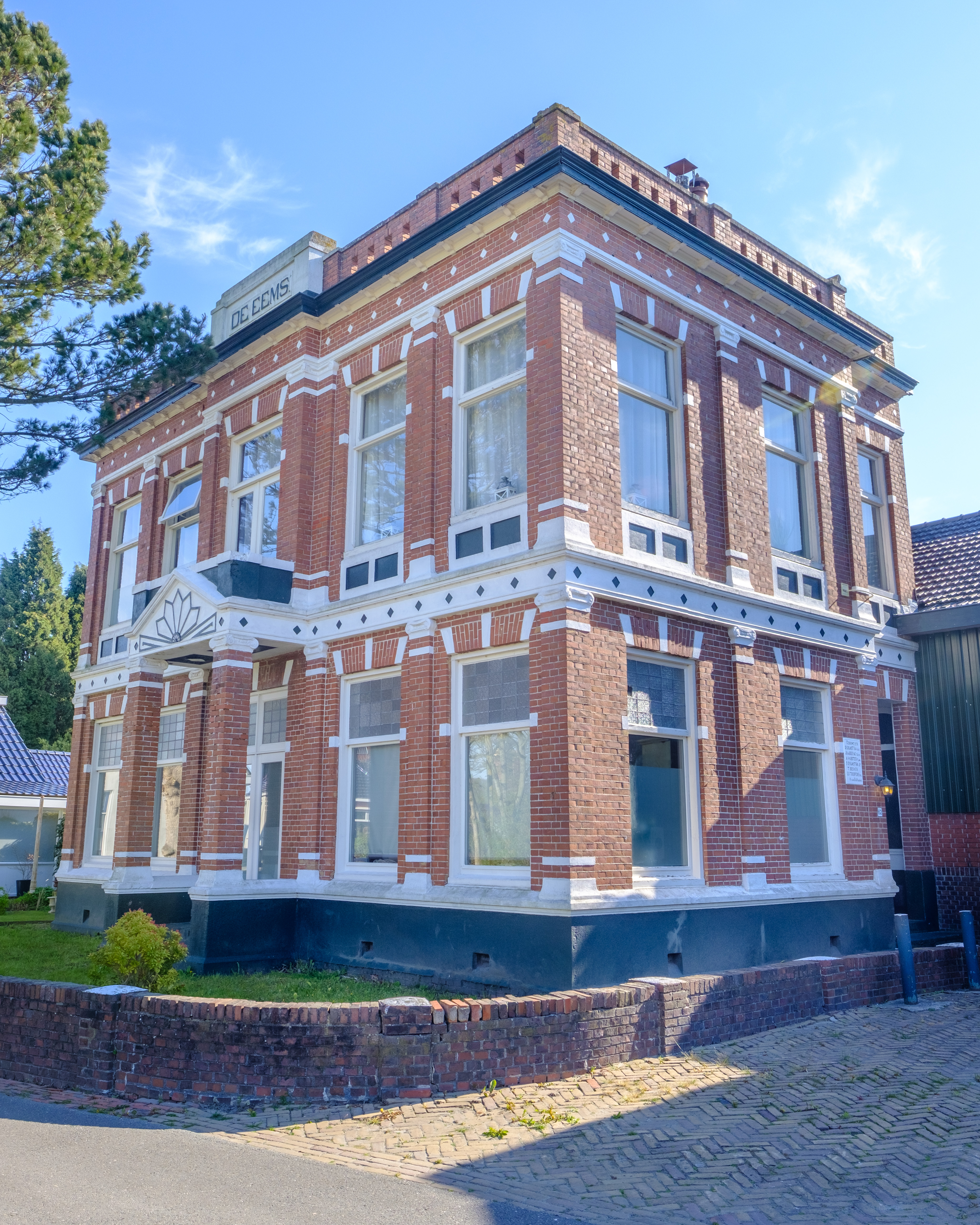
Directeurswoning van stoomzuivelfabriek De Eems uit 1918 aan de Molenstraat

## Geboren
- Rudolph Pabus Cleveringa (1763-1818), redger, fabrikant en burgemeester
- Nicolaas Westendorp (1773-1836), predikant en oudheidkundige
- Gerhardus Diephuis (1817-1892), rechtsgeleerde
- Klaas Toxopeus (1904-1981), reddingsbootkapitein
- Lenie 't Hart (1941), oprichter en voormalig beheerder zeehondencrèche Pieterburen